# Thomomys bottae modicus
Thomomys bottae modicus is een knaagdier dat voorkomt in zuidwestelijk Noord-Amerika. Dit dier is een ondersoort van de valleigoffer (Thomomys bottae). Hij is oorspronkelijk beschreven door Goldman (1931). De typelocatie, de plaats waar het exemplaar vandaan komt op basis waarvan de ondersoort oorspronkelijk is beschreven, ligt in Pima County (Arizona).